# Jens Juel (lensbaron)
 Der er flere personer med dette navn, se Jens Juel (flertydig).
Lensbaron Jens Juel (født 15. juli 1631 på Nørtorp i Thy, død 23. maj 1700 i København) var en dansk diplomat, politiker og godsejer, der nød stor indflydelse ved det danske hof. Han var gift 3 gange. Første gang den 4. oktober 1660 med Vibeke Ottesdatter Skeel, som døde den 23. januar 1685. Han var den første lensbaron af Baroniet Juellinge fra 1672 til 1700. Han var bror til admiral Niels Juel.

## Biografi
I 1657 blev han gesandt i Polen og 1660-1668 samt i 1674 gesandt i Stockholm. I 1667 var han med til at kræve de enevældsreformer som Frederik 3. havde forberedt.